# ادوار تیمان
ادوار تیمان (فرانسوی: Édouard Taeymans‎؛ زادهٔ ۲۰ آوریل ۱۸۹۳ - درگذشته نامشخص) ژیمناست هنری اهل بلژیک بود.